# 東みよし町立東山小学校
東みよし町立東山小学校（ひがしみよしちょうりつ ひがしやましょうがっこう）は、徳島県三好郡東みよし町東山字中村にあった公立小学校。

## 沿革
- 1880年6月 - 三原彦三郎宅の一部を使用し、貞安小学校として開校[1]。
- 1886年 - 東山簡易小学校へ改称。
- 1892年 - 東山尋常小学校へ改称。
- 1894年 - 教室の移転。
- 1941年 - 東山国民学校へ改称。
- 1947年 - 昼間町立東山小学校へ改称。
- 1955年 - 町村合併のため三好町立東山小学校へ改称。
- 2006年 - 三加茂町と合併し、東みよし町立東山小学校へ改称。
- 2011年 - 休校となり、在校生は東みよし町立昼間小学校へ通学となる。

## 進学先中学校
- 東みよし町立三好中学校